# جورج ستيفنسون (لاعب كرة قدم)
جورج ستيفنسون (بالإنجليزية: George Stevenson)‏ (4 أبريل 1905 في المملكة المتحدة - 1 يناير 1990) هو مدرب كرة قدم ولاعب كرة قدم بريطاني (وحمل سابقاً جنسية المملكة المتحدة لبريطانيا العظمى وأيرلندا) في مركز مهاجم داخلي. شارك مع منتخب اسكتلندا لكرة القدم. أما مع النوادي، فقد لعب مع نادي ماذرويل ورابطة كرة القدم الاسكتلندية الحادية عشر ‏.

## وصلات خارجية
- جورج ستيفنسون على موقع الاتحاد الإسكتلندي (الإنجليزية)
- جورج ستيفنسون على موقع قاعدة بيانات كرة القدم.إي يو (الإنجليزية)
- جورج ستيفنسون على موقع ناشيونال فوتبول تيمز (الإنجليزية)